# Alemán de Zúrich

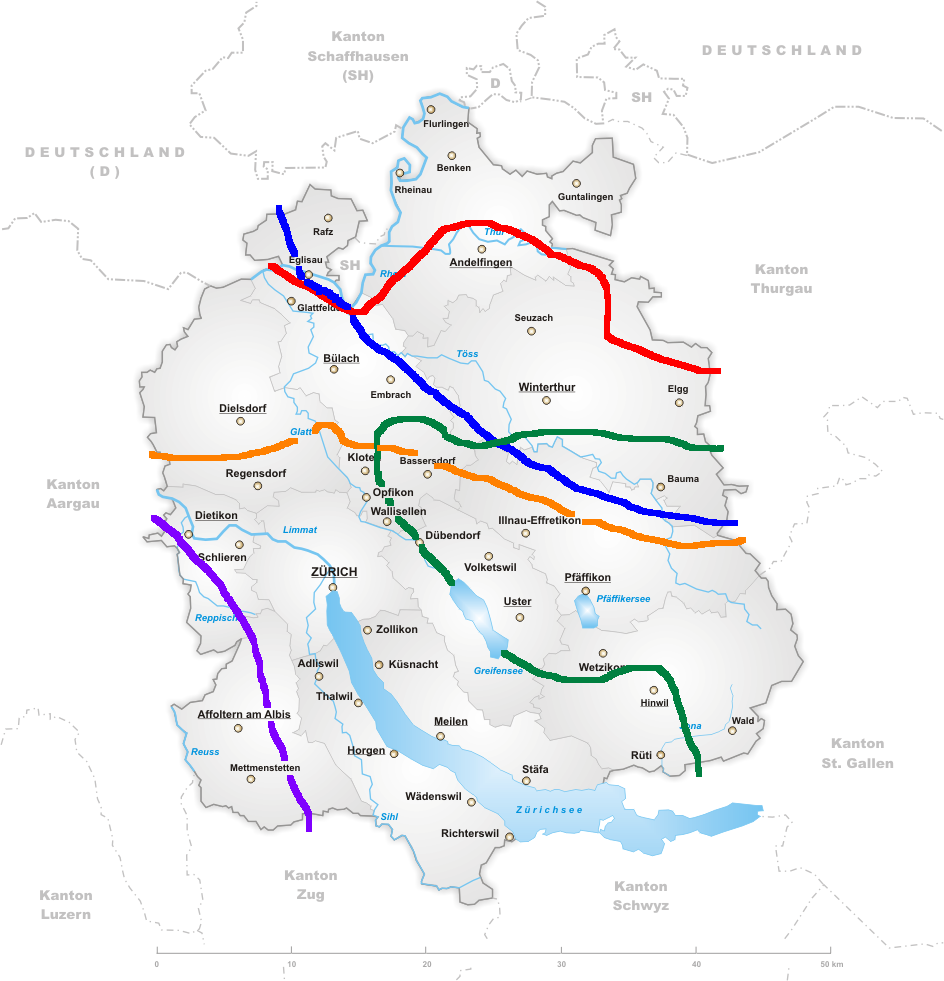
Isoglosas en el cantón de Zúrich:
Wëschpi/Wäschpi, eng/äng (norte/sur)
Aabig/Oobig (oeste/este)
nid/nöd (noroeste/suroeste)
e Chind/es Chind (norte/sur)
Summer/Sumer, machid/mached, olt/alt (oeste/este)
----
La línea roja marca la transición de /äng/ ("estrecho") a /eng/ en el dialecto de Turgovia. La línea verde separa el /o:big/ ("tarde") del Oberland del /a:big/ de los demás lugares.

El alemán de Zúrich o alemán zuriqués (Züritüütsch, en alemán Zürichdeutsch) es el subdialecto del alto alemánico hablado en el cantón de Zúrich, en Suiza.
Al igual que todas las variedades del alemán de Suiza, es esencialmente una lengua hablada.

## Extensión
El zuriqués es, atendiendo al número de habitantes del cantón de Zúrich, la variedad alemánica más hablada de toda Suiza. Se habla en prácticamente todo el cantón de Zúrich, a excepción de las zonas del Weinland y Rafzerfeld, al norte, y una pequeña franja al este fronteriza con el distrito de Frauenfeld (Turgovia) que abarca los municipios de Ellikon y Hagenbuch. En estas zonas se hablan variantes del dialecto de Schaffhausen-Turgovia.
A diferencia del norte y el este, donde las isoglosas delimitan claramente el área del zuriqués, hacia el sur y el oeste la transición entre dialectos es más gradual. Así, el dialecto que se habla en Rapperswil-Jona, en el cantón de Sankt Gallen, es prácticamente idéntico al de Zúrich, mientras que el habla del Knonaueramt ya tiene ciertos rasgos de los dialectos vecinos.

## Subdialectos
Tradicionalmente, se ha dividido en seis subdialectos distribuidos por todo el cantón:
- El dialecto de la ciudad de Zúrich (Stadt-Mundart);
- El dialecto hablado alrededor del lago de Zúrich (See-Mundart);
- El dialecto del distrito de Knonaueramt, al oeste del Albis (Ämtler Mundart);
- El dialecto de la zona de Winterthur;
- El dialecto de Zürcher Oberland alrededor del lago Pfäffikon y en el alto valle de Töss;
- El dialecto de Zürcher Unterland en los alrededores de Bülach y Dielsdorf.

## Uso
Como todos los dialectos del alemán suizo, es sobre todo una lengua hablada, siendo la lengua escrita el alemán estándar en su variante suiza. Así, no hay una ortografía oficial del dialecto de Zúrich. Cuando se tiene que escribir, se usan las normas descritas por Eugen Dieth en su libro Schwyzertütschi Dialäktschrift; pero de hecho solo los expertos en esta lengua conocen esta norma. Además, las normas gráficas de Dieth usan muchos diacríticos que no suelen encontrarse en un teclado normal. La gente joven suele emplear el dialecto para comunicarse por mensajes de texto a través de sus móviles. Como no hay un estándar escrito, suelen usar las reglas ortográficas del alemán estándar para escribir el alemán suizo.

## Características
El zuriqués presenta todas las características típicas de las hablas alemánicas, la ch y la k se pronuncian forzando mucho la garganta, tal y como la j del castellano.
El alemán de Zúrich se percibe generalmente como más rápido y menos melódico que, por ejemplo, el alemán de Berna. En la zona norte del cantón, la r se pronuncia como una vibrante múltiple uvular, mientras que en la ciudad, los alrededores del lago y el sur del cantón se pronuncia como una vibrante alveolar múltiple.
Una característica interesante es que el subdialecto de la ciudad ha adoptado más fácilmente influencias foráneas; particularmente de la segunda generación de italianos (secondi), y también del inglés a través de los medios de comunicación. Las oleadas de inmigración de turcos y ciudadanos procedentes de los países de la antigua Yugoslavia en la década de 1990 también han dejado su impronta en este subdialecto.

## Ejemplos
| Español | Zuriqués de Zúrich | Zuriqués de Winterthur | Alemán estándar |
| ------- | ------------------ | ---------------------- | --------------- |
| nada    | Nüüd [nyːd]        | Niid [niːd]            | Nichts [nɪçʦ]   |
| nido    | Näscht [næʃt]      | Nescht [nɛʃt]          | Nest [nɛst]     |
| escoba  | Bäse [bæse]        | Bese [bɛse]            | Besen [beːzn̩]   |

### Texto
El siguiente texto es un ejemplo de alemán de Zúrich sacado de un artículo de periódico:

Wiä's Bieler Tagblatt uf sinerä Online-Plattform am Nammitag brichtet hät, sind d'Strassesperrigä i Biel wiedr ufghobe wördä. D'Strassä seget wiedr befahrbar und d'Polizeiaktion isch beendet wördä. D'Polizei hät am Mittwuch Morgä ufnerä Boustell äs vrdächtigs Paket gfundä chaa und churz druf s'Gbiet um d'Bieler Spitalstrass abgsperrt. D'Öffentlichkeit sött i de nächschtä paar Stundä über d'gnoieri Umständ informiärt werdä.

La traducción del anterior texto al alemán estándar sería la siguiente:

Wie das Bieler Tagblatt auf seiner Online-Plattform am Nachmittag berichtet hat wurden die Strassensperren in Biel wieder aufgehoben. Die Strassen seien wieder befahrbar und die Polizeiaktion wurde beendet. Die Polizei hatte am Mittwochmorgen auf einer Baustelle ein verdächtiges Paket gefunden und kurz darauf das Gebiet um die Bieler Spitalstrasse abgesperrt. Die Öffentlichkeit soll in den nächsten Stunden über die genaueren Umstände informiert werden.

Y en español sería:

Como anunció el diario de Biel en su página web por la tarde, ya se han retirado los controles de policía en Biel. Las calles están de nuevo abiertas y la operación policial ha terminado. El miércoles por la mañana, la policía encontró un paquete sospechoso en una zona de obras y poco después cerró al tráfico la zona alrededor de la calle del Hospital en Biel. El público será informado de la situación con más detalle en las próximas horas.